# Smallville (Fernsehserie)/Episodenliste

Logo zur Serie

Diese Episodenliste enthält alle Episoden der US-amerikanischen Action/Science-Fiction-Fernsehserie Smallville, sortiert nach der US-amerikanischen Erstausstrahlung. Zwischen 2001 und 2011 entstanden in zehn Staffeln 217 bzw. 218 Episoden mit einer Länge von jeweils etwa 40 Minuten. Die Folge 185 (Staffel 9) hat eine Länge von 90 Minuten und ist daher eigentlich eine Doppelfolge, wurde aber als eine Folge ausgestrahlt. Das Serienfinale aus zwei Episoden wurde in den USA am 13. Mai 2011 ausgestrahlt, im deutschsprachigen Raum am 20. Juli 2015.

## Übersicht
| Staffel | Episodenanzahl | Erstausstrahlung USA | Erstausstrahlung USA | Deutschsprachige Erstausstrahlung | Deutschsprachige Erstausstrahlung |
| Staffel | Episodenanzahl | Staffelpremiere      | Staffelfinale        | Staffelpremiere                   | Staffelfinale                     |
| ------- | -------------- | -------------------- | -------------------- | --------------------------------- | --------------------------------- |
| 1       | 21             | 16. Oktober 2001     | 21. Mai 2002         | 3. Januar 2003                    | 24. Mai 2003                      |
| 2       | 23             | 24. September 2002   | 20. Mai 2003         | 11. Oktober 2003                  | 10. April 2004                    |
| 3       | 22             | 1. Oktober 2003      | 19. Mai 2004         | 30. Oktober 2004                  | 30. April 2005                    |
| 4       | 22             | 22. September 2004   | 18. Mai 2005         | 12. November 2005                 | 22. April 2006                    |
| 5       | 22             | 29. September 2005   | 11. Mai 2006         | 16. September 2006                | 27. Januar 2007                   |
| 6       | 22             | 28. September 2006   | 17. Mai 2007         | 1. Dezember 2007                  | 15. März 2008                     |
| 7       | 20             | 27. September 2007   | 15. Mai 2008         | 17. September 2008                | 11. Februar 2009                  |
| 8       | 22             | 18. September 2008   | 14. Mai 2009         | 16. Januar 2010                   | 19. Juni 2010                     |
| 9       | 21             | 25. September 2009   | 14. Mai 2010         | 1. Juni 2011                      | 20. Oktober 2011                  |
| 10      | 22             | 24. September 2010   | 13. Mai 2011         | 10. Juli 2015                     | 20. Juli 2015                     |

## Staffel 1
| Nr. (ges.) | Nr. (St.) | Deutscher Titel                   | Originaltitel | Erstausstrahlung USA | Deutschsprachige Erstausstrahlung (D) | Regie                             | Drehbuch                                         |
| ---------- | --------- | --------------------------------- | ------------- | -------------------- | ------------------------------------- | --------------------------------- | ------------------------------------------------ |
| 1          | 1         | Nicht von dieser Welt             | Pilot         | 16. Okt. 2001        | 3. Jan. 2003                          | David Nutter                      | Alfred Gough & Miles Millar                      |
| 2          | 2         | Häutung bei Vollmond              | Metamorphosis | 23. Okt. 2001        | 4. Jan. 2003                          | Michael Watkins & Philip Sgriccia | Alfred Gough & Miles Millar                      |
| 3          | 3         | Feuerball                         | Hothead       | 30. Okt. 2001        | 11. Jan. 2003                         | Greg Beeman                       | Greg Walker                                      |
| 4          | 4         | Ich sehe was, was Du nicht bist   | X-Ray         | 6. Nov. 2001         | 18. Jan. 2003                         | James Frawley                     | Mark Verheiden                                   |
| 5          | 5         | Schockgefroren!                   | Cool          | 13. Nov. 2001        | 25. Jan. 2003                         | James A. Contner                  | Michael Green                                    |
| 6          | 6         | Blinde Augen sehen mehr           | Hourglass     | 20. Nov. 2001        | 1. Feb. 2003                          | Chris Long                        | Doris Egan                                       |
| 7          | 7         | Zum Fressen gern                  | Craving       | 27. Nov. 2001        | 8. Feb. 2003                          | Philip Sgriccia                   | Michael Green                                    |
| 8          | 8         | Körperbeben                       | Jitters       | 11. Dez. 2001        | 15. Feb. 2003                         | Michael Watkins                   | Cherie Bennett & Jeff Gottesfeld                 |
| 9          | 9         | Von Mit- und Besserwissern        | Rogue         | 15. Jan. 2002        | 22. Feb. 2003                         | David Carson                      | Mark Verheiden                                   |
| 10         | 10        | Hollow Boy                        | Shimmer       | 29. Jan. 2002        | 1. März 2003                          | D. J. Caruso                      | Mark Verheiden & Michael Green                   |
| 11         | 11        | Zum Teufel mit dem Willen anderer | Hug           | 5. Feb. 2002         | 8. März 2003                          | Chris Long                        | Doris Egan                                       |
| 12         | 12        | Plötzlich verletzlich             | Leech         | 12. Feb. 2002        | 15. März 2003                         | Greg Beeman                       | Timothy Schlattmann                              |
| 13         | 13        | Ab durch die Wand!                | Kinetic       | 26. Feb. 2002        | 29. März 2003                         | Robert Singer                     | Philip Levens                                    |
| 14         | 14        | Schlechte Leute, einst wie heute  | Zero          | 12. März 2002        | 5. Apr. 2003                          | Michael Katleman                  | Mark Verheiden Idee: Alfred Gough & Miles Millar |
| 15         | 15        | Blütenterror                      | Nicodemus     | 19. März 2002        | 12. Apr. 2003                         | James Marshall                    | Michael Green Idee: Greg Walker                  |
| 16         | 16        | Wie ein kleiner Bruder            | Stray         | 16. Apr. 2002        | 19. Apr. 2003                         | Paul Shapiro                      | Philip Levens                                    |
| 17         | 17        | Nur die Asche bleibt zurück       | Reaper        | 23. Apr. 2002        | 26. Apr. 2003                         | Terrence O’Hara                   | Cameron Litvack                                  |
| 18         | 18        | Clark Kent for President!         | Drone         | 30. Apr. 2002        | 3. Mai 2003                           | Michael Katleman                  | Michael Green & Philip Levens                    |
| 19         | 19        | Tele-Kill-Nese                    | Crush         | 7. Mai 2002          | 10. Mai 2003                          | James Marshall                    | Philip Levens, Alfred Gough & Miles Millar       |
| 20         | 20        | Das letzte Stück zur Wahrheit     | Obscura       | 14. Mai 2002         | 17. Mai 2003                          | Terrence O’Hara                   | Mark Verheiden & Michael Green Idee: Greg Walker |
| 21         | 21        | Als der Sturm kam                 | Tempest (1)   | 21. Mai 2002         | 24. Mai 2003                          | Greg Beeman                       | Alfred Gough & Miles Millar Idee: Philip Levens  |

## Staffel 2
| Nr. (ges.) | Nr. (St.) | Deutscher Titel                   | Originaltitel | Erstausstrahlung USA | Deutschsprachige Erstausstrahlung (D) | Regie            | Drehbuch                                                           |
| ---------- | --------- | --------------------------------- | ------------- | -------------------- | ------------------------------------- | ---------------- | ------------------------------------------------------------------ |
| 22         | 1         | Seh’ die Welt in Trümmern liegen  | Vortex (2)    | 24. Sep. 2002        | 11. Okt. 2003                         | Greg Beeman      | Philip Levens Idee: Alfred Gough & Miles Millar                    |
| 23         | 2         | Heiß!                             | Heat          | 1. Okt. 2002         | 18. Okt. 2003                         | James Marshall   | Mark Verheiden                                                     |
| 24         | 3         | Raumschiff verzweifelt gesucht    | Duplicity     | 8. Okt. 2002         | 25. Okt. 2003                         | Steve Miner      | Todd Slavkin & Darren Swimmer                                      |
| 25         | 4         | Wahnsinnsrot                      | Red           | 15. Okt. 2002        | 8. Nov. 2003                          | Jeff Woolnough   | Jeph Loeb                                                          |
| 26         | 5         | Byron und sein Hyde               | Nocturne      | 22. Okt. 2002        | 15. Nov. 2003                         | Rick Wallace     | Brian Peterson & Kelly Souders                                     |
| 27         | 6         | Ich atme ein, die Jugend dein!    | Redux         | 29. Okt. 2002        | 22. Nov. 2003                         | Chris Long       | Russel Friend & Garrett Lerner                                     |
| 28         | 7         | Mütter, Väter, nur Verräter?      | Lineage       | 5. Nov. 2002         | 29. Nov. 2003                         | Greg Beeman      | Kenneth Biller Idee: Alfred Gough & Miles Millar                   |
| 29         | 8         | Ryan                              | Ryan          | 12. Nov. 2002        | 6. Dez. 2003                          | Terrence O’Hara  | Philip Levens                                                      |
| 30         | 9         | Eigenkopie                        | Dichotic      | 19. Nov. 2002        | 13. Dez. 2003                         | Craig Zisk       | Mark Verheiden                                                     |
| 31         | 10        | Höhlengeheimnis                   | Skinwalker    | 26. Nov. 2002        | 20. Dez. 2003                         | Marita Grabiak   | Brian Peterson & Kelly Souders Idee: Mark Warshaw                  |
| 32         | 11        | Was ist bloß mit Whitney los?     | Visage        | 14. Jan. 2003        | 27. Dez. 2003                         | William Gereghty | Todd Slavkin & Darren Swimmer                                      |
| 33         | 12        | Metropolis Report                 | Insurgence    | 21. Jan. 2003        | 3. Jan. 2004                          | James Marshall   | Kenneth Biller & Jeph Loeb                                         |
| 34         | 13        | Wer schoss auf Lionel Luthor?     | Suspect       | 28. Jan. 2003        | 10. Jan. 2004                         | Greg Beeman      | Mark Verheiden & Philip Levens                                     |
| 35         | 14        | Blutparasit                       | Rush          | 4. Feb. 2003         | 17. Jan. 2004                         | Rick Rosenthal   | Todd Slavkin & Darren Swimmer                                      |
| 36         | 15        | Triple Luthor                     | Prodigal      | 11. Feb. 2003        | 24. Jan. 2004                         | Greg Beeman      | Brian Peterson & Kelly Souders                                     |
| 37         | 16        | Zeitpunkt des Todes: 02.17 Uhr    | Fever         | 18. Feb. 2003        | 31. Jan. 2004                         | Bill Gereghty    | Matthew Okumura                                                    |
| 38         | 17        | Kal-El von Krypton                | Rosetta       | 25. Feb. 2003        | 21. Feb. 2004                         | James Marshall   | Alfred Gough & Miles Millar                                        |
| 39         | 18        | Alien 2?                          | Visitor       | 15. Apr. 2003        | 28. Feb. 2004                         | Rick Rosenthal   | Philip Levens                                                      |
| 40         | 19        | Viel Arbeit für den neuen Sheriff | Precipice     | 22. Apr. 2003        | 6. März 2004                          | Thomas J. Wright | Clint Carpenter                                                    |
| 41         | 20        | Abgedampft                        | Witness       | 29. Apr. 2003        | 13. März 2004                         | Rick Wallace     | Mark Verheiden                                                     |
| 42         | 21        | Geisterjäger                      | Accelerate    | 6. Mai 2003          | 20. März 2004                         | James Marshall   | Brian Peterson & Kelly Souders Idee: Todd Slavkin & Darren Swimmer |
| 43         | 22        | Für immer…                        | Calling (1)   | 13. Mai 2003         | 3. Apr. 2004                          | Terrence O’Hara  | Kenneth Biller                                                     |
| 44         | 23        | …nach Hause?                      | Exodus (2)    | 20. Mai 2003         | 10. Apr. 2004                         | Greg Beeman      | Alfred Gough & Miles Millar                                        |

## Staffel 3
| Nr. (ges.) | Nr. (St.) | Deutscher Titel                      | Originaltitel | Erstausstrahlung USA | Deutschsprachige Erstausstrahlung (D) | Regie                        | Drehbuch                                                        |
| ---------- | --------- | ------------------------------------ | ------------- | -------------------- | ------------------------------------- | ---------------------------- | --------------------------------------------------------------- |
| 45         | 1         | Verschollen                          | Exile         | 1. Okt. 2003         | 30. Okt. 2004                         | Greg Beeman                  | Alfred Gough & Miles Millar                                     |
| 46         | 2         | Phoenix                              | Phoenix       | 8. Okt. 2003         | 6. Nov. 2004                          | James Marshall               | Kelly Souders & Brian Peterson                                  |
| 47         | 3         | Gejagt!                              | Extinction    | 15. Okt. 2003        | 13. Nov. 2004                         | Michael Katleman             | Todd Slavkin & Darren Swimmer                                   |
| 48         | 4         | Nur geträumt?                        | Slumber       | 22. Okt. 2003        | 20. Nov. 2004                         | Daniel Attias                | Drew Z. Greenberg                                               |
| 49         | 5         | Perry White                          | Perry         | 29. Okt. 2003        | 27. Nov. 2004                         | Jeannot Szwarc               | Mark Verheiden                                                  |
| 50         | 6         | Smallville 1961                      | Relic         | 5. Nov. 2003         | 4. Dez. 2004                          | Marita Grabiak               | Kelly Souders & Brian Peterson                                  |
| 51         | 7         | Anziehend                            | Magnetic      | 12. Nov. 2003        | 11. Dez. 2004                         | David Jackson                | Holly Harold                                                    |
| 52         | 8         | Schizophren!                         | Shattered     | 19. Nov. 2003        | 18. Dez. 2004                         | Ken Biller                   | Ken Biller                                                      |
| 53         | 9         | Irrsinn!                             | Asylum        | 14. Jan. 2004        | 15. Jan. 2005                         | Greg Beeman                  | Todd Slavkin & Darren Swimmer                                   |
| 54         | 10        | Flüstern                             | Whisper       | 21. Jan. 2004        | 22. Jan. 2005                         | Tom Wright                   | Ken Horton                                                      |
| 55         | 11        | Befehle                              | Delete        | 28. Jan. 2004        | 29. Jan. 2005                         | Pat Williams                 | Kelly Souders & Brian Peterson                                  |
| 56         | 12        | Todesvision                          | Hereafter     | 4. Feb. 2004         | 5. Feb. 2005                          | Greg Beeman & James Marshall | Mark Verheiden & Drew Greenberg                                 |
| 57         | 13        | Limit                                | Velocity      | 11. Feb. 2004        | 12. Feb. 2005                         | Jeannot Szwarc               | Todd Slavkin & Darren Swimmer                                   |
| 58         | 14        | So wie ich?                          | Obsession     | 18. Feb. 2004        | 19. Feb. 2005                         | James Marshall               | Holly Harold                                                    |
| 59         | 15        | Lebenselixier                        | Resurrection  | 25. Feb. 2004        | 26. Feb. 2005                         | Terrence O’Hara              | Todd Slavkin & Darren Swimmer                                   |
| 60         | 16        | Amok                                 | Crisis        | 3. März 2004         | 5. März 2005                          | Ken Biller                   | Kelly Souders & Brian Peterson                                  |
| 61         | 17        | Schlüsselmomente                     | Legacy        | 14. Apr. 2004        | 12. März 2005                         | Greg Beeman                  | Jeph Loeb                                                       |
| 62         | 18        | Sag’ die Wahrheit                    | Truth         | 21. Apr. 2004        | 19. März 2005                         | James Marshall               | Drew Greenberg                                                  |
| 63         | 19        | Lara & Lillian                       | Memoria       | 28. Apr. 2004        | 2. Apr. 2005                          | Miles Millar                 | Alfred Gough & Miles Millar                                     |
| 64         | 20        | Der Mann, der einst vom Himmel fiel? | Talisman      | 5. Mai 2004          | 16. Apr. 2005                         | John Schneider               | Ken Biller                                                      |
| 65         | 21        | Der Anfang…                          | Forsaken (1)  | 12. Mai 2004         | 23. Apr. 2005                         | Terrence O’Hara              | Kelly Souders & Brian Peterson                                  |
| 66         | 22        | …vom Ende                            | Covenant (2)  | 19. Mai 2004         | 30. Apr. 2005                         | Greg Beeman                  | Alfred Gough & Miles Millar Idee: Todd Slavkin & Darren Swimmer |

## Staffel 4
| Nr. (ges.) | Nr. (St.) | Deutscher Titel         | Originaltitel | Erstausstrahlung USA | Deutschsprachige Erstausstrahlung (D) | Regie              | Drehbuch                                      |
| ---------- | --------- | ----------------------- | ------------- | -------------------- | ------------------------------------- | ------------------ | --------------------------------------------- |
| 67         | 1         | Lana & Lois             | Crusade       | 22. Sep. 2004        | 12. Nov. 2005                         | Greg Beeman        | Alfred Gough & Miles Millar                   |
| 68         | 2         | Das leere Grab          | Gone          | 29. Sep. 2004        | 19. Nov. 2005                         | James Marshall     | Kelly Souders & Brian Peterson                |
| 69         | 3         | OP/TIK                  | Facade        | 6. Okt. 2004         | 26. Nov. 2005                         | Pat Williams       | Holly Harold                                  |
| 70         | 4         | Kuschelmonster          | Devoted       | 13. Okt. 2004        | 3. Dez. 2005                          | David Carson       | Luke Schelhaas                                |
| 71         | 5         | Flash!                  | Run           | 20. Okt. 2004        | 10. Dez. 2005                         | David Barrett      | Steven S. DeKnight                            |
| 72         | 6         | Im Körper des Feindes   | Transference  | 27. Okt. 2004        | 17. Dez. 2005                         | James Marshall     | Todd Slavkin & Darren Swimmer                 |
| 73         | 7         | Regeln des Spiels       | Jinx          | 3. Nov. 2004         | 7. Jan. 2006                          | Paul Shapiro       | Mark Warshaw                                  |
| 74         | 8         | Die Nacht der 3         | Spell         | 10. Nov. 2004        | 14. Jan. 2006                         | Jeannot Szwarc     | Steven S. DeKnight                            |
| 75         | 9         | Mutter aus Leidenschaft | Bound         | 17. Nov. 2004        | 21. Jan. 2006                         | Terrence O’Hara    | Luke Schelhaas                                |
| 76         | 10        | Angstgase               | Scare         | 1. Dez. 2004         | 28. Jan. 2006                         | David Carson       | Kelly Souders & Brian Peterson                |
| 77         | 11        | Ja, ich will … nicht    | Unsafe        | 26. Jan. 2005        | 4. Feb. 2006                          | Greg Beeman        | Steven S. DeKnight & Jeph Loeb                |
| 78         | 12        | Augenzeugin             | Pariah        | 2. Feb. 2005         | 11. Feb. 2006                         | Paul Shapiro       | Holly Harold                                  |
| 79         | 13        | Lahmgelegt              | Recruit       | 9. Feb. 2005         | 18. Feb. 2006                         | Jeannot Szwarc     | Todd Slavkin & Darren Swimmer                 |
| 80         | 14        | Krypto                  | Krypto        | 16. Feb. 2005        | 25. Feb. 2006                         | James Marshall     | Luke Schelhaas                                |
| 81         | 15        | Isabelle reloaded       | Sacred        | 23. Feb. 2005        | 4. März 2006                          | Brad Turner        | Kelly Souders & Brian Peterson                |
| 82         | 16        | Hoppla Lucy             | Lucy          | 2. März 2005         | 11. März 2006                         | David Barrett      | Neil Sadhu & Daniel Sulzberg Idee: Neil Sadhu |
| 83         | 17        | Lex gegen Lex!          | Onyx          | 13. Apr. 2005        | 18. März 2006                         | Terrence O’Hara    | Steven S. DeKnight                            |
| 84         | 18        | (Small)willenlos        | Spirit        | 20. Apr. 2005        | 25. März 2006                         | Whitney Ransick    | Luke Schelhaas                                |
| 85         | 19        | Noch mal mit Gefühl     | Blank         | 27. Apr. 2005        | 1. Apr. 2006                          | Jeannot Szwarc     | Kelly Souders & Brian Peterson                |
| 86         | 20        | Eintagseltern           | Ageless       | 4. Mai 2005          | 8. Apr. 2006                          | Steven S. DeKnight | Steven S. DeKnight                            |
| 87         | 21        | School of Wax           | Forever       | 11. Mai 2005         | 22. Apr. 2006                         | James Marshall     | Brian Peterson & Kelly Souders                |
| 88         | 22        | Armageddon              | Commencement  | 18. Mai 2005         | 22. Apr. 2006                         | Greg Beeman        | Todd Slavkin & Darren Swimmer                 |

## Staffel 5
| Nr. (ges.) | Nr. (St.) | Deutscher Titel                | Originaltitel | Erstausstrahlung USA | Deutschsprachige Erstausstrahlung (D) | Regie           | Drehbuch                                          |
| ---------- | --------- | ------------------------------ | ------------- | -------------------- | ------------------------------------- | --------------- | ------------------------------------------------- |
| 89         | 1         | Gelandet!                      | Arrival       | 29. Sep. 2005        | 16. Sep. 2006                         | James Marshall  | Todd Slavkin & Darren Swimmer                     |
| 90         | 2         | Ein Mensch zu sein             | Mortal        | 6. Okt. 2005         | 16. Sep. 2006                         | Terrence O’Hara | Steven S. DeKnight                                |
| 91         | 3         | Wiedergeburt                   | Hidden        | 13. Okt. 2005        | 23. Sep. 2006                         | Whitney Ransick | Kelly Souders & Brian Peterson                    |
| 92         | 4         | Aquaman                        | Aqua          | 20. Okt. 2005        | 23. Sep. 2006                         | Bradford May    | Todd Slavkin & Darren Swimmer                     |
| 93         | 5         | Schwarze Schwestern            | Thirst        | 27. Okt. 2005        | 30. Sep. 2006                         | Paul Shapiro    | Steven S. DeKnight                                |
| 94         | 6         | Verbrechen verführt            | Exposed       | 3. Nov. 2005         | 30. Sep. 2006                         | Jeannot Szwarc  | Kelly Souders & Brian Peterson                    |
| 95         | 7         | Silberwahn                     | Splinter      | 10. Nov. 2005        | 7. Okt. 2006                          | James Marshall  | Steven S. DeKnight                                |
| 96         | 8         | Kryptons dunkle Seite          | Solitude      | 17. Nov. 2005        | 7. Okt. 2006                          | Paul Shapiro    | Todd Slavkin & Darren Swimmer                     |
| 97         | 9         | Santa Clark                    | Lexmas        | 8. Dez. 2005         | 14. Okt. 2006                         | Rick Rosenthal  | Holly Harold                                      |
| 98         | 10        | Lex gegen Jonathan             | Fanatic       | 12. Jan. 2006        | 14. Okt. 2006                         | Michael Rohl    | Wandy Mericle                                     |
| 99         | 11        | Zeugen der Ankunft             | Lockdown      | 19. Jan. 2006        | 28. Okt. 2006                         | Peter Ellis     | Steven S. DeKnight                                |
| 100        | 12        | Was ich tat, tat ich aus Liebe | Reckoning     | 26. Jan. 2006        | 4. Nov. 2006                          | Greg Beeman     | Kelly Souders & Brian Peterson                    |
| 101        | 13        | Nichts mehr, wie es war        | Vengeance     | 2. Feb. 2006         | 11. Nov. 2006                         | Jeannot Szwarc  | Al Septien & Turi Meyer                           |
| 102        | 14        | Unruhe der Toten               | Tomb          | 9. Feb. 2006         | 18. Nov. 2006                         | Whitney Ransick | Steven S. DeKnight                                |
| 103        | 15        | Cyborg                         | Cyborg        | 16. Feb. 2006        | 25. Nov. 2006                         | Glen Winter     | Caroline Dries                                    |
| 104        | 16        | Dressiert                      | Hypnotic      | 30. März 2006        | 2. Dez. 2006                          | Michael Rohl    | Todd Slavkin & Darren Swimmer                     |
| 105        | 17        | Jenseitstrip                   | Void          | 6. Apr. 2006         | 9. Dez. 2006                          | Jeannot Szwarc  | Holly Harold                                      |
| 106        | 18        | Scherben                       | Fragile       | 13. Apr. 2006        | 16. Dez. 2006                         | Tom Welling     | Todd Slavkin & Darren Swimmer                     |
| 107        | 19        | Höllenspiel                    | Mercy         | 20. Apr. 2006        | 30. Dez. 2006                         | James Marshall  | Steven S. DeKnight                                |
| 108        | 20        | Dankbarkeitsmord               | Fade          | 27. Apr. 2006        | 13. Jan. 2007                         | Terrence O’Hara | Turi Meyer & Al Septien                           |
| 109        | 21        | Töte ihn!                      | Oracle        | 4. Mai 2006          | 20. Jan. 2007                         | Patrick Norris  | Caroline Dries Idee: Neil Sadhu & Daniel Sulzberg |
| 110        | 22        | Untergang                      | Vessel        | 11. Mai 2006         | 27. Jan. 2007                         | James Marshall  | Kelly Souders & Brian Peterson                    |

## Staffel 6
| Nr. (ges.) | Nr. (St.) | Deutscher Titel             | Originaltitel | Erstausstrahlung USA | Deutschsprachige Erstausstrahlung (D) | Regie              | Drehbuch                          |
| ---------- | --------- | --------------------------- | ------------- | -------------------- | ------------------------------------- | ------------------ | --------------------------------- |
| 111        | 1         | Verbannt in die Phantomzone | Zod           | 28. Sep. 2006        | 1. Dez. 2007                          | James Marshall     | Steven S. DeKnight                |
| 112        | 2         | Luft-Waffe                  | Sneeze        | 5. Okt. 2006         | 1. Dez. 2007                          | Paul Shapiro       | Todd Slavkin & Darren Swimmer     |
| 113        | 3         | Mörderpflanzen              | Wither        | 12. Okt. 2006        | 8. Dez. 2007                          | Whitney Ransick    | Tracy Bellomo                     |
| 114        | 4         | Green Arrow                 | Arrow         | 19. Okt. 2006        | 8. Dez. 2007                          | Michael Rohl       | Brian Peterson & Kelly Souders    |
| 115        | 5         | Klassensterben              | Reunion       | 26. Okt. 2006        | 15. Dez. 2007                         | Jeannot Szwarc     | Steven S. DeKnight                |
| 116        | 6         | Raya vom Krypton            | Fallout       | 2. Nov. 2006         | 15. Dez. 2007                         | Glen Winter        | Holly Harold                      |
| 117        | 7         | Mit Pfeil und Kugel         | Rage          | 9. Nov. 2006         | 22. Dez. 2007                         | Whitney Ransick    | Todd Slavkin & Darren Swimmer     |
| 118        | 8         | Frequenzwechsel             | Static        | 16. Nov. 2006        | 22. Dez. 2007                         | James L. Conway    | Shintaro Shimosawa & James Morris |
| 119        | 9         | Unterdrückungsmechanismen   | Subterranean  | 7. Dez. 2006         | 5. Jan. 2008                          | Rick Rosenthal     | Caroline Dries                    |
| 120        | 10        | Mit allen Wassern gewaschen | Hydro         | 11. Jan. 2007        | 5. Jan. 2008                          | Tom Welling        | Brian Peterson & Kelly Souders    |
| 121        | 11        | Justice League              | Justice       | 18. Jan. 2007        | 2. Feb. 2008                          | Steven S. DeKnight | Steven S. DeKnight                |
| 122        | 12        | Vergiss dein nicht          | Labyrinth     | 25. Jan. 2007        | 2. Feb. 2008                          | Whitney Ransick    | Al Septien & Turi Meyer           |
| 123        | 13        | Alle lieben Clark           | Crimson       | 1. Feb. 2007         | 9. Feb. 2008                          | Glen Winter        | Brian Peterson & Kelly Souders    |
| 124        | 14        | Beschützerinstinkt          | Trespass      | 8. Feb. 2007         | 9. Feb. 2008                          | Michael Rohl       | Tracy A. Bellomo                  |
| 125        | 15        | Freakville                  | Freak         | 15. Feb. 2007        | 16. Feb. 2008                         | Michael Rosenbaum  | Todd Slavkin & Darren Swimmer     |
| 126        | 16        | Teufelshochzeit             | Promise       | 15. März 2007        | 23. Feb. 2008                         | Rick Rosenthal     | Kelly Souders & Brian Peterson    |
| 127        | 17        | Fightclub                   | Combat        | 22. März 2007        | 23. Feb. 2008                         | James Marshall     | Turi Meyer & Al Septien           |
| 128        | 18        | Mutterseelenallein          | Progeny       | 19. Apr. 2007        | 1. März 2008                          | Terrence O’Hara    | Genevieve Sparling                |
| 129        | 19        | Mein Feind, der Freund      | Nemesis       | 26. Apr. 2007        | 1. März 2008                          | Mairzee Almas      | Caroline Dries                    |
| 130        | 20        | Episode Noir                | Noir          | 3. Mai 2007          | 8. März 2008                          | Jeannot Szwarc     | Brian Peterson & Kelly Souders    |
| 131        | 21        | Prototyp                    | Prototype     | 10. Mai 2007         | 8. März 2008                          | Mat Beck           | Steven S. DeKnight                |
| 132        | 22        | Phantom der Opfer           | Phantom       | 17. Mai 2007         | 15. März 2008                         | James Marshall     | Todd Slavkin & Darren Swimmer     |

## Staffel 7
| Nr. (ges.) | Nr. (St.) | Deutscher Titel            | Originaltitel | Erstausstrahlung USA | Deutschsprachige Erstausstrahlung (D) | Regie           | Drehbuch                                                      |
| ---------- | --------- | -------------------------- | ------------- | -------------------- | ------------------------------------- | --------------- | ------------------------------------------------------------- |
| 133        | 1         | Alter Ego                  | Bizarro       | 27. Sep. 2007        | 17. Sep. 2008                         | Michael Rohl    | Brian Peterson & Kelly Souders                                |
| 134        | 2         | Familienbesuch             | Kara          | 4. Okt. 2007         | 24. Sep. 2008                         | James L. Conway | Todd Slavkin & Darren Swimmer                                 |
| 135        | 3         | Eiskalt erwischt           | Fierce        | 11. Okt. 2007        | 1. Okt. 2008                          | Whitney Ransick | Holly Harold                                                  |
| 136        | 4         | Unsterbliche Liebe         | Cure          | 18. Okt. 2007        | 8. Okt. 2008                          | Rick Rosenthal  | Al Septien & Turi Meyer                                       |
| 137        | 5         | Wahre Helden               | Action        | 25. Okt. 2007        | 15. Okt. 2008                         | Mairzee Almas   | Caroline Dries                                                |
| 138        | 6         | Erinnerung an Lara         | Lara          | 1. Nov. 2007         | 22. Okt. 2008                         | James Conway    | Don Whitehead & Holly Henderson                               |
| 139        | 7         | Rachefeldzug               | Wrath         | 8. Nov. 2007         | 29. Okt. 2008                         | Charles Beeson  | Kelly Souders & Brian Peterson                                |
| 140        | 8         | Zor-El                     | Blue          | 15. Nov. 2007        | 5. Nov. 2008                          | Glen Winter     | Todd Slavkin & Darren Swimmer                                 |
| 141        | 9         | Gemini-Projekt             | Gemini        | 13. Dez. 2007        | 12. Nov. 2008                         | Whitney Ransick | Caroline Dries                                                |
| 142        | 10        | Brainiacs Rückkehr         | Persona       | 31. Jan. 2008        | 19. Nov. 2008                         | Todd Slavkin    | Don Whitehead & Holly Henderson                               |
| 143        | 11        | Blonde Sirene              | Siren         | 7. Feb. 2008         | 26. Nov. 2008                         | Kevin G. Fair   | Kelly Souders & Brian Peterson                                |
| 144        | 12        | Im Kopf des Feindes        | Fracture      | 14. Feb. 2008        | 3. Dez. 2008                          | James Marshall  | Caroline Dries Idee: Al Septien & Turi Meyer                  |
| 145        | 13        | Alte Freunde               | Hero          | 13. März 2008        | 10. Dez. 2008                         | Michael Rohl    | Aaron & Todd Helbing                                          |
| 146        | 14        | Der Reisende               | Traveler      | 20. März 2008        | 17. Dez. 2008                         | Glen Winter     | Don Whitehead & Holly Henderson Idee: Al Septien & Turi Meyer |
| 147        | 15        | Das Medaillon              | Veritas       | 27. März 2008        | 7. Jan. 2009                          | James Marshall  | Kelly Souders & Brian Peterson                                |
| 148        | 16        | Sturz in den Abgrund       | Descent       | 17. Apr. 2008        | 14. Jan. 2009                         | Ken Horton      | Don Whitehead & Holly Henderson                               |
| 149        | 17        | Der Spion, der mich liebte | Sleeper       | 24. Apr. 2008        | 21. Jan. 2009                         | Whitney Ransick | Caroline Dries                                                |
| 150        | 18        | Weltuntergang              | Apocalypse    | 1. Mai 2008          | 28. Jan. 2009                         | Tom Welling     | Al Septien & Turi Meyer                                       |
| 151        | 19        | Das Veritas-Vermächtnis    | Quest         | 8. Mai 2008          | 4. Feb. 2009                          | Kenneth Biller  | Holly Harold                                                  |
| 152        | 20        | Außer Kontrolle            | Arctic        | 15. Mai 2008         | 4. Feb. 2009                          | Todd Slavkin    | Don Whitehead & Holly Henderson                               |

## Staffel 8
| Nr. (ges.) | Nr. (St.) | Deutscher Titel          | Originaltitel | Erstausstrahlung USA | Deutschsprachige Erstausstrahlung (D) | Regie           | Drehbuch                                                           |
| ---------- | --------- | ------------------------ | ------------- | -------------------- | ------------------------------------- | --------------- | ------------------------------------------------------------------ |
| 153        | 1         | Odyssee                  | Odyssey       | 18. Sep. 2008        | 16. Jan. 2010                         | Kevin G. Fair   | Todd Slavkin & Darren Swimmer Idee: Brian Peterson & Kelly Souders |
| 154        | 2         | Feuerteufel              | Plastique     | 25. Sep. 2008        | 16. Jan. 2010                         | Rick Rosenthal  | Don Whitehead & Holly Henderson                                    |
| 155        | 3         | Vergiftet                | Toxic         | 2. Okt. 2008         | 23. Jan. 2010                         | Mairzee Almas   | Caroline Dries                                                     |
| 156        | 4         | Seelengefährten          | Instinct      | 9. Okt. 2008         | 23. Jan. 2010                         | James L. Conway | Al Septien & Turi Meyer                                            |
| 157        | 5         | Liebesprüfung            | Committed     | 16. Okt. 2008        | 30. Jan. 2010                         | Glen Winter     | Bryan Q. Miller                                                    |
| 158        | 6         | Schattenmörder           | Prey          | 23. Okt. 2008        | 30. Jan. 2010                         | Michael Rohl    | Kelly Souders & Brian Peterson                                     |
| 159        | 7         | Identität                | Identity      | 30. Okt. 2008        | 6. Feb. 2010                          | Mairzee Almas   | Todd Slavkin & Darren Swimmer                                      |
| 160        | 8         | Sohn des Zod             | Bloodline     | 6. Nov. 2008         | 13. Feb. 2010                         | Michael Rohl    | Caroline Dries                                                     |
| 161        | 9         | Amnesie                  | Abyss         | 13. Nov. 2008        | 20. Feb. 2010                         | Kevin G. Fair   | Don Whitehead & Holly Henderson                                    |
| 162        | 10        | Entführung der Braut     | Bride         | 20. Nov. 2008        | 27. Feb. 2010                         | Jeannot Szwarc  | Al Septien & Turi Meyer                                            |
| 163        | 11        | Die Legion               | Legion        | 15. Jan. 2009        | 6. März 2010                          | Glen Winter     | Geoff Johns                                                        |
| 164        | 12        | Selbstjustiz             | Bulletproof   | 22. Jan. 2009        | 13. März 2010                         | Morgan Beggs    | Bryan Miller                                                       |
| 165        | 13        | Macht                    | Power         | 29. Jan. 2009        | 20. März 2010                         | Allison Mack    | Todd Slavkin & Darren Swimmer                                      |
| 166        | 14        | Requiem                  | Requiem       | 5. Feb. 2009         | 27. März 2010                         | Michael Rohl    | Don Whitehead & Holly Henderson                                    |
| 167        | 15        | Schatten des Ruhms       | Infamous      | 12. März 2009        | 3. Apr. 2010                          | Glen Winter     | Caroline Dries                                                     |
| 168        | 16        | Absturz                  | Turbulence    | 19. März 2009        | 10. Apr. 2010                         | Kevin G. Fair   | Al Septien & Turi Meyer                                            |
| 169        | 17        | Wenn Wünsche wahr werden | Hex           | 26. März 2009        | 17. Apr. 2010                         | Mairzee Almas   | Bryan Miller                                                       |
| 170        | 18        | Das Monster in mir       | Eternal       | 2. Apr. 2009         | 24. Apr. 2010                         | James Marshall  | Brian Peterson & Kelly Souders                                     |
| 171        | 19        | Heldin in High-Heels     | Stiletto      | 23. Apr. 2009        | 1. Mai 2010                           | Kevin G. Fair   | Caroline Dries                                                     |
| 172        | 20        | Chloes Entscheidung      | Beast         | 30. Apr. 2009        | 8. Mai 2010                           | Michael Rohl    | Genevieve Sparling                                                 |
| 173        | 21        | Geheimarmee              | Injustice     | 7. Mai 2009          | 15. Mai 2010                          | Tom Welling     | Al Septien & Turi Meyer                                            |
| 174        | 22        | Doomsday                 | Doomsday      | 14. Mai 2009         | 22. Mai 2010                          | James Marshall  | Brian Peterson & Kelly Souders                                     |

## Staffel 9
| Nr. (ges.) | Nr. (St.) | Deutscher Titel              | Originaltitel    | Erstausstrahlung USA | Deutschsprachige Erstausstrahlung (D) | Regie                                            | Drehbuch                                                                      |
| ---------- | --------- | ---------------------------- | ---------------- | -------------------- | ------------------------------------- | ------------------------------------------------ | ----------------------------------------------------------------------------- |
| 175        | 1         | Last der Verantwortung       | Savior           | 25. Sep. 2009        | 1. Juni 2011                          | Kevin G. Fair                                    | Kelly Souders & Brian Wayne Peterson                                          |
| 176        | 2         | Metallo                      | Metallo          | 2. Okt. 2009         | 8. Juni 2011                          | Mairzee Almas                                    | Don Whitehead & Holly Henderson                                               |
| 177        | 3         | Todesvirus                   | Rabid            | 9. Okt. 2009         | 15. Juni 2011                         | Michael Rohl                                     | Jordan Hawley                                                                 |
| 178        | 4         | Offene Rechnungen            | Echo             | 16. Okt. 2009        | 22. Juni 2011                         | Wayne Rose                                       | Bryan Miller                                                                  |
| 179        | 5         | Das Spiel beginnt            | Roulette         | 23. Okt. 2009        | 29. Juni 2011                         | Kevin G. Fair                                    | Genevieve Sparling                                                            |
| 180        | 6         | Blind Date                   | Crossfire        | 30. Okt. 2009        | 6. Juli 2011                          | Michael Rohl                                     | Don Whitehead & Holly Henderson                                               |
| 181        | 7         | Jor-Els Rückkehr             | Kandor           | 6. Nov. 2009         | 13. Juli 2011                         | Jeannot Szwarc                                   | Al Septien & Turi Meyer                                                       |
| 182        | 8         | Im Zeichen des Helden        | Idol             | 13. Nov. 2009        | 20. Juli 2011                         | Glen Winter                                      | Anne Cofell Saunders                                                          |
| 183        | 9         | Erinnerungen an die Zukunft  | Pandora          | 20. Nov. 2009        | 27. Juli 2011                         | Morgan Beggs                                     | Drew Landis & Julia Swift                                                     |
| 184        | 10        | Der Meister und sein Schüler | Disciple         | 29. Jan. 2010        | 3. Aug. 2011                          | Mairzee Almas                                    | Jordan Hawley                                                                 |
| 185/186    | 11        | Helden der Vergangenheit     | Absolute Justice | 5. Feb. 2010         | 10. Aug. 2011                         | Glen Winter (1. Hälfte)/ Tom Welling (2. Hälfte) | Geoff Johns                                                                   |
| 187        | 12        | Die Geburt eines Schurken    | Warrior          | 12. Feb. 2010        | 18. Aug. 2011                         | Allison Mack                                     | Bryan Miller                                                                  |
| 188        | 13        | Hypnose wider Willen         | Persuasion       | 19. Feb. 2010        | 25. Aug. 2011                         | Christopher Petry                                | Anne Cofell Saunders                                                          |
| 189        | 14        | Verschwörung                 | Conspiracy       | 26. Feb. 2010        | 1. Sep. 2011                          | Turi Meyer                                       | Al Septien & Turi Meyer                                                       |
| 190        | 15        | Der Geist aus der Unterwelt  | Escape           | 2. Apr. 2010         | 8. Sep. 2011                          | Kevin G. Fair                                    | Genevieve Sparling                                                            |
| 191        | 16        | Checkmate                    | Checkmate        | 9. Apr. 2010         | 15. Sep. 2011                         | Tim Scanlan                                      | John Chisholm                                                                 |
| 192        | 17        | Metallos Rückkehr            | Upgrade          | 16. Apr. 2010        | 22. Sep. 2011                         | Michael Rohl                                     | Drew Landis & Julia Swift                                                     |
| 193        | 18        | Phantombild                  | Charade          | 23. Apr. 2010        | 29. Sep. 2011                         | Brian Peterson                                   | Don Whitehead & Holly Henderson                                               |
| 194        | 19        | Gefangen im Wachturm         | Sacrifice        | 30. Apr. 2010        | 6. Okt. 2011                          | Kevin G. Fair                                    | Justin Hartley, Walter Wong & Bryan Miller Idee: Justin Hartley & Walter Wong |
| 195        | 20        | Die Rote Königin             | Hostage          | 7. Mai 2010          | 13. Okt. 2011                         | Glen Winter                                      | Jordan Hawley & Anne Cofell Saunders                                          |
| 196        | 21        | Erlösung                     | Salvation        | 14. Mai 2010         | 20. Okt. 2011                         | Greg Beeman                                      | Al Septien & Turi Meyer                                                       |

## Staffel 10
| Nr. (ges.) | Nr. (St.) | Deutscher Titel              | Originaltitel | Erstausstrahlung USA | Deutschsprachige Erstausstrahlung (D) | Regie             | Drehbuch                               |
| ---------- | --------- | ---------------------------- | ------------- | -------------------- | ------------------------------------- | ----------------- | -------------------------------------- |
| 197        | 1         | Die zweite Chance            | Lazarus       | 24. Sep. 2010        | 10. Juli 2015                         | Kevin G. Fair     | Don Whitehead & Holly Henderson        |
| 198        | 2         | Das Schicksal                | Shield        | 1. Okt. 2010         | 10. Juli 2015                         | Glen Winter       | Jordan Hawley                          |
| 199        | 3         | Der Zweifel                  | Supergirl     | 8. Okt. 2010         | 10. Juli 2015                         | Mairzee Almas     | Anne Cofell Saunders                   |
| 200        | 4         | Schuld oder Liebe            | Homecoming    | 15. Okt. 2010        | 13. Juli 2015                         | Jeannot Szwarc    | Brian Peterson & Kelly Souders         |
| 201        | 5         | Das Geheimnis                | Isis          | 22. Okt. 2010        | 13. Juli 2015                         | James Marshall    | Genevieve Sparling                     |
| 202        | 6         | Die Rettung                  | Harvest       | 29. Okt. 2010        | 13. Juli 2015                         | Turi Meyer        | Al Septien & Turi Meyer                |
| 203        | 7         | Die Freiheit der anderen     | Ambush        | 5. Nov. 2010         | 14. Juli 2015                         | Christopher Petry | Don Whitehead & Holly Henderson        |
| 204        | 8         | Verlorene Seelen             | Abandoned     | 12. Nov. 2010        | 14. Juli 2015                         | Kevin G. Fair     | Drew Landis & Julia Swift              |
| 205        | 9         | Das Gesetz                   | Patriot       | 19. Nov. 2010        | 14. Juli 2015                         | Tom Welling       | John Chisholm                          |
| 206        | 10        | Parallelwelten               | Luthor        | 3. Dez. 2010         | 15. Juli 2015                         | Kelly Souders     | Bryan Q. Miller                        |
| 207        | 11        | Vereint                      | Icarus        | 10. Dez. 2010        | 15. Juli 2015                         | Mairzee Almas     | Genevieve Sparling                     |
| 208        | 12        | Chloes Rückkehr              | Collateral    | 4. Feb. 2011         | 15. Juli 2015                         | Morgan Beggs      | Jordan Hawley                          |
| 209        | 13        | Die Abstimmung               | Beacon        | 11. Feb. 2011        | 16. Juli 2015                         | Mike Rohl         | Don Whitehead & Holly Henderson        |
| 210        | 14        | Maskerade                    | Masquerade    | 18. Feb. 2011        | 24. Jan. 2016                         | Tim Scanlan       | Bryan Q. Miller                        |
| 211        | 15        | Der Junggesellenabschied     | Fortune       | 25. Feb. 2011        | 16. Juli 2015                         | Christopher Petry | Anne Cofell Saunders                   |
| 212        | 16        | Clarks Bruder                | Scion         | 4. März 2011         | 16. Juli 2015                         | Al Septien        | Al Septien & Turi Meyer                |
| 213        | 17        | Kent                         | Kent          | 15. Apr. 2011        | 17. Juli 2015                         | Jeannot Szwarc    | Brian Peterson & Kelly Souders         |
| 214        | 18        | Booster Gold                 | Booster       | 22. Apr. 2011        | 17. Juli 2015                         | Tom Welling       | Geoff Johns                            |
| 215        | 19        | Die dunkle Kraft             | Dominion      | 29. Apr. 2011        | 24. Jan. 2016                         | Justin Hartley    | John Chisholm                          |
| 216        | 20        | Prophezeiung                 | Prophecy      | 6. Mai 2011          | 17. Juli 2015                         | Mike Rohl         | Bryan Q. Miller & Anne Cofell Saunders |
| 217        | 21        | Der Retter der Welt (Teil 1) | Finale (1)    | 13. Mai 2011         | 20. Juli 2015                         | Kevin G. Fair     | Al Septien & Turi Meyer                |
| 218        | 22        | Der Retter der Welt (Teil 2) | Finale (2)    | 13. Mai 2011         | 20. Juli 2015                         | Greg Beeman       | Brian Peterson & Kelly Souders         |